# Eparchie tiraspolská
Eparchie tiraspolská je eparchie moldavské pravoslavné církve.

## Území a titul biskupa
Zahrnuje správní hranice území Grigorijopolského, Dubossarského, Camencského, Rybnického a Slobodzejského rajónu Podněstří.
Eparchiálnímu biskupovi náleží titul biskup tiraspolská a dubăsarský.

## Historie
Ve 20. letech 20. století existoval tiraspolský vikariát chersonské eparchie.
Dne 2. září 1990 byl zřízen benderský vikariát, který zahrnoval i levobřežní část Moldavska. Dne 18. července 1995 byl zřízen dubossarský vikariát moldavské metropole, který byl 6. října 1998 přeměněn na tiraspolskou eparchii.

## Seznam biskupů

### Tiraspolský vikariát chersonské eparchie
- 1921–1922 Alexij (Baženov)

### Tiraspolský (benderský, dubossarský) vikariát kišiněvské eparchie
- 1948–1949 Nektarij (Grigorjev)
- 1990–1995 Vikentij (Morar)
- 1995–1998 Justinian (Ovčinnikov)

### Eparchie tiraspolská
- 1998–2010 Justinian (Ovčinnikov)
- od 2010 Sava (Volkov)